# 33061 Václavmorava
33061 Václavmorava è un asteroide della fascia principale. Scoperto nel 1997, presenta un'orbita caratterizzata da un semiasse maggiore pari a 2,3725668 UA e da un'eccentricità di 0,2217062, inclinata di 1,64316° rispetto all'eclittica.